# Zeleň pri Vodárni
Zeleň pri Vodárni je chráněný areál v bratislavském Starém Městě v okrese Bratislava I v Bratislavském kraji na Slovensku. Území bylo vyhlášeno v roce 1982 a jeho rozloha je 0,23 hektaru. Předmětem ochrany je porost lip a borovic černých (Pinus nigra).